# Un poliziotto da happy hour
Un poliziotto da happy hour (The Guard) è un film del 2011 scritto e diretto da John Michael McDonagh e con protagonisti Brendan Gleeson e Don Cheadle.
Con più di 4 milioni di euro, la pellicola ha fatto registrare il maggior incasso in Irlanda, primato fino ad allora detenuto da Il vento che accarezza l'erba (2006).

## Trama
Connemara, Irlanda. Il sergente della Garda Síochána Gerry Boyle è un poliziotto decisamente non convenzionale, dedito alle prostitute e con un senso dell'umorismo caustico e sovversivo.
Dopo uno strano omicidio che sembra essere opera di un serial killer, Boyle partecipa ad un briefing dell'agente dell'FBI Wendell Everett, inviato in Irlanda per collaborare con le autorità locali in un'operazione antidroga volta a contrastare il contrabbando internazionale di un'ingente partita di cocaina. Everett si ritrova a condurre le indagini affiancato da Boyle, delle cui capacità inizialmente dubita. Nonostante i suoi metodi, Boyle si dimostra capace e risoluto, e grazie alla sua conoscenza del territorio porta Everett sulle tracce dei tre narcotrafficanti Cornell, Sheehy e O'Leary.
Quando le indagini conducono Everett su una falsa pista e lontano dal Connemara, i narcotrafficanti, consci che l'imprevedibile Boyle può rappresentare un problema, lo affrontano: prima tentano di corromperlo con una mazzetta, inutilmente; quindi O'Leary gli tende un agguato per eliminarlo. Boyle riesce però a salvarsi grazie alla minuscola pistola derringer che aveva sottratto da un deposito dell'IRA e che portava nascosta nelle mutande e, venuto a conoscenza del luogo in cui effettivamente verrà sbarcata la droga, si prepara a fermare i criminali. Everett, l'unico altro agente onesto, arriva per coprirgli le spalle e Boyle si espone incurante della propria incolumità fisica, riesce fortunosamente ad uccidere prima Cornell e poi anche Sheehy raggiunto in extremis sulla barca che ha lasciato il molo. Poco dopo però la barca esplode in mare ed Everett, testimone della drammatica sequenza, resta a lungo impietrito a fissare il mare scuro certo dell'inevitabile morte dell'amico; poi, riflettendo meglio sulle vanterie di Boyle di essere un nuotatore di classe olimpica e sulle sue considerazioni di come sarebbe stato necessario sparire per sfuggire alla vendetta dei criminali, inizia a sorridere intuendo l'astuta messa in scena.

## Produzione
Le riprese del film sono iniziate il 29 ottobre 2009 a Lettermore, nella contea di Galway. Le riprese si sono svolte in un periodo di sei settimane nella Contea di Galway tra Lettermullen, An Spidéal e Barna, con alcune scene girate anche a Wicklow e Dublino. Le società coinvolte nella produzione sono state la Reprisal Films e la Element Pictures con la collaborazione di Prescience, Aegis Film Fund, UK Film Council e Crescendo Productions e con la partecipazione della Irish Film Board.

## Distribuzione
Il 6 giugno 2011 è stato distribuito il primo trailer ufficiale del film, mentre il trailer in italiano è stato messo online il 14 settembre 2011.
Il film è stato presentato in anteprima mondiale il 20 gennaio 2011 al Sundance Film Festival 2011 nella categoria World Cinema Dramatic, mentre è stato distribuito nelle sale irlandesi a partire dal 7 luglio 2011. In Italia è arrivato nelle sale il 21 ottobre 2011.

## Riconoscimenti
- Seminci 2011: miglior attore (Brendan Gleeson)
- Menzione speciale come miglior opera prima al Festival di Berlino 2011.

## Critica
Il film ha avuto recensioni generalmente positive.
Todd McCarthy dell'Hollywood Reporter, plaude l'interpretazione di Brendan Gleeson, che eleva il suo ruolo da buddy-movie ad icona del poliziotto irlandese. John Lopez di Vanity Fair loda il film come la più godibile esperienza del Sundance. Marianna Cappi di MyMovies paragona il Gerry Boyle ai quei «malinconici e malconci personaggi da western del tramonto», citando inoltre l'infelice scelta del titolo per l'edizione italiana del film.